# Кавова чашка

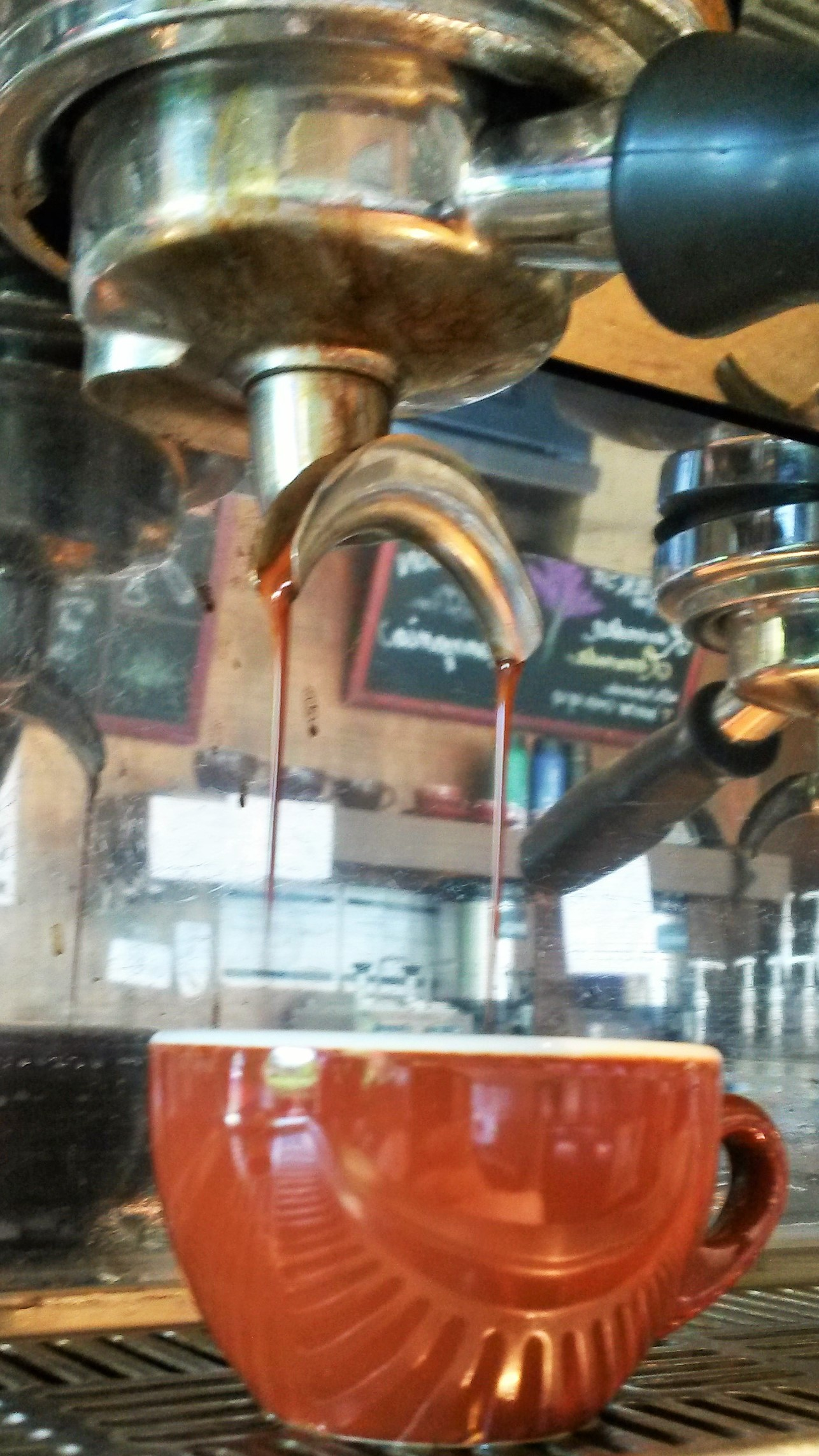

Кавова чашка (кавова філіжанка) — це контейнер, у якому подається кава та напої на основі еспрессо. Кавові філіжанки, як правило, виготовлені з глазурованої кераміки, і мають одну ручку для перенесення коли напій гарячий. Керамічна конструкція дозволяє пити гарячий напій, забезпечуючи ізоляцію напою і швидко промивається холодною водою, без побоювання поломки, у порівнянні з типовим скляним посудом.
Кавовою філіжанкою також може бути одноразова чашка, в якій можуть міститися гарячі напої, зокрема кава. Одноразові кавові чашки можуть бути зроблені з паперу або пінопласту. У кав'ярнях, паперові стаканчики зазвичай використовуються для видання напоїв клієнтам на ходу, як правило з рукавом чашки кави, щоб забезпечити ізоляцію від тепла, що передається через контейнер.
У минулому, інші матеріали, які були використані, для виготовлення кавових чашок були глина, дерево, зміцнене скло, метал, кераміка і порцеляна .

### Кришки кавової чашки
Зазвичай виготовляється з пластика, перший патент на конструкцію кришки для кавової чашки був поданий в 1967 році, і зосереджений на створення герметичного ущільнення між чашкою і кришкою, щоб зменшити витік і вентиляційний отвір, щоб дозволити парі виходити. Однак, не було ніякого отвору для пиття, і споживач був вимушений розривати кришку. У 1986 році була створена кришка 'Соло Тревелер'; вона знаходиться в музеї Сучасного мистецтва 2004 експонат "Скромні Шедеври ". Останні конструкції кришки, як Віора поліпшили дизайн Соло Тревелер, який має дуже маленький вентиляційний отвір, щоб забезпечити достатню кількість повітря, протягом пиття. Луїз Харпман, співвласник (з Скотт Спет) найбільшої в світі колекції кришок для кавової чашки, передбачає, що кавові кришки "являють собою важливе зрушення в американській культурі «на ходу».

## Форми і розміри

### Філіжанки в кав'ярні

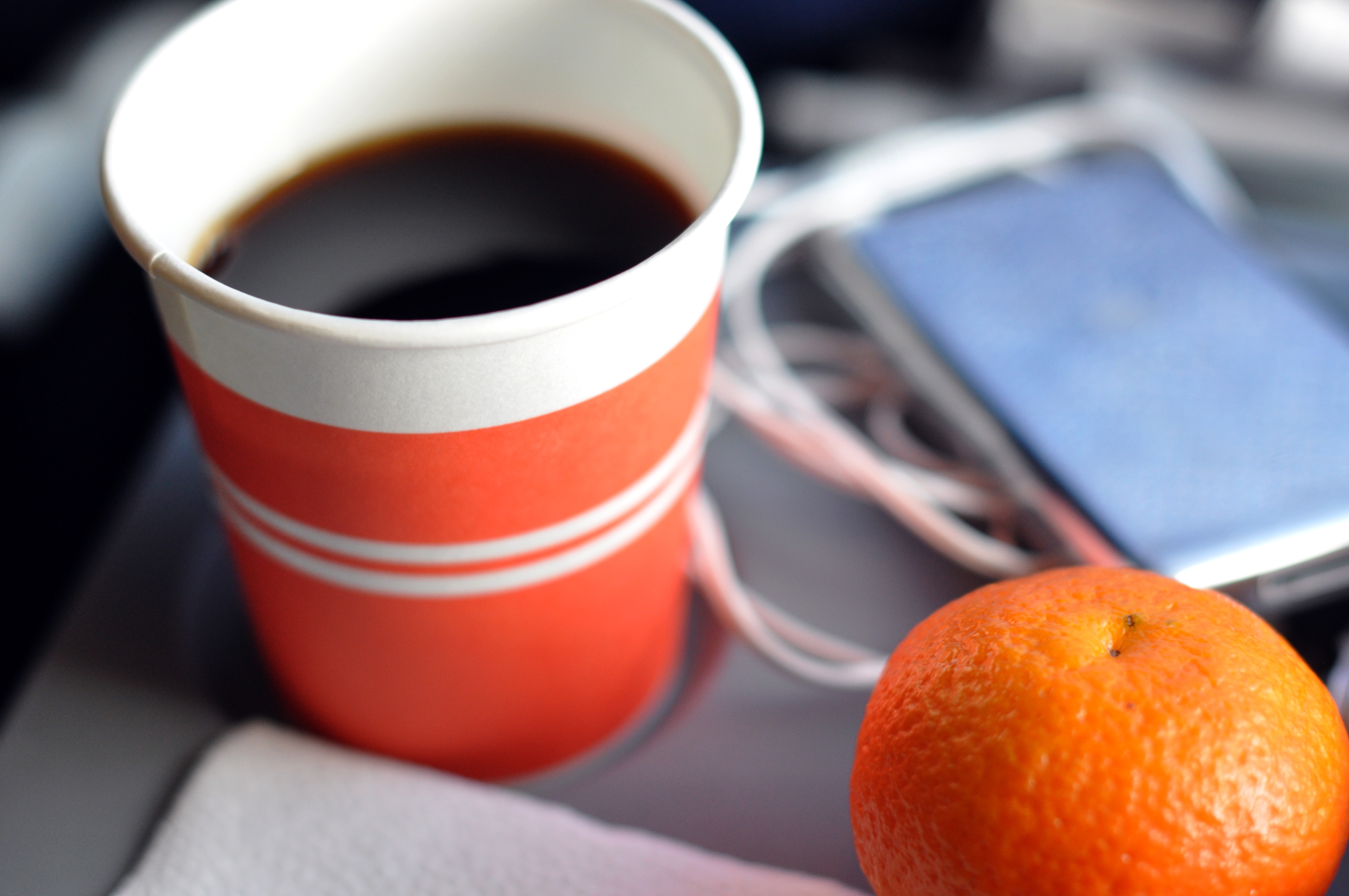

Є чашки різних розмірів, стандартизовані для зображення розміру паперової чашки. Вони, як правило, 225, 336, 460, а іноді і 570 мл. Незначну зміну слід очікувати від кав'ярні до кав'ярні, але ці розміри є стандартними. Ці чашки, як будинок мокко, лате і інших кавових напоїв. Ці чашки також зроблені з порцеляни і мають форму, щоб заохотити й допомогти в створенні лате мистецтва.

### Капучино

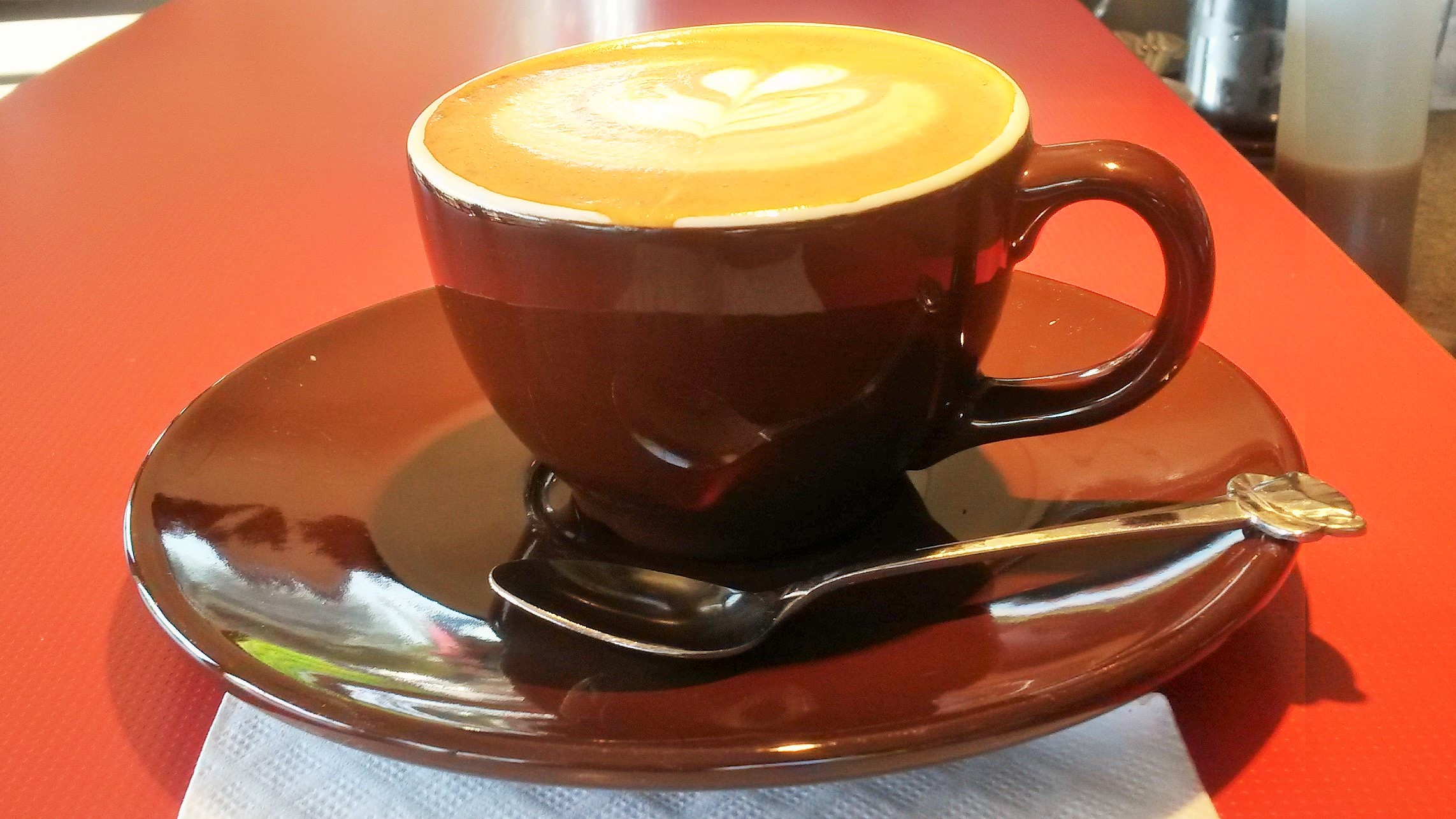

Капучино подається у власній чашці, порцелянова чашка місткістю 171 мл подається із підставним блюдцем. Розмір чашки зображує традиційний капучино, напій зі співвідношенням 1: 1: 1. 57 мл еспрессо, 57 мл молока на пару, 57 мл інтегрованої піни.

### Кавова чашка
Кавова чашка — це чашка спеціально створена для еспресо. Вона становить 60-80 мл в місткості, і, як правило, подається на блюдці. Традиційна кава маккіато: 2 ковтки еспресо і ложка піни також подаються в кавовій чашці, на підставному блюдці.

### Гібралтар або кортадо
«Гібралтар» або кортадо подається в склянці 115 мл.